# جسی ریز
جسیکا ریز (انگلیسی: Jessica Reyez؛ زادهٔ ۱۲ ژوئن ۱۹۹۱) خواننده و ترانه‌نویس کانادایی است. وی از سال ۲۰۱۴ میلادی تاکنون مشغول فعالیت بوده‌است. او همچنین به‌صورت مشترک ترانه‌هایی را برای کالوین هریس و نورمانی نوشته و با امینم و توری لانز همکاری داشته‌است.
وی همچنین نامزد جایزه بهترین آلبوم معاصر شهری از شصت و دومین مراسم جایزه گرمی و برندهٔ جوایزی همچون پیاده‌روی مشاهیر کانادا شده‌است.